# ابوعبید البکری
ابو عبید البکری (عربی: أبو عبيد عبدالله بن عبد العزيز البكري؛ زاده ۱۰۱۴ درگذشته ۱۰۹۴) یک نویسنده اهل اسپانیا بود.